# Manchester City Academy Stadium
Das Manchester City Academy Stadium (kurz: Academy Stadium, durch Sponsoring offiziell Joie Stadium) ist ein Fußballstadion in der englischen Großstadt Manchester, Vereinigtes Königreich. Es trägt auch die Spitznamen MiniCOMS und Minihad und befindet sich auf dem Trainings- und Ausbildungszentrum Etihad Campus des Fußballvereins Manchester City. Die Spielstätte bietet 7000 Zuschauern Platz und liegt nur rund 400 Meter vom Etihad Stadium, der Heimat der Profimannschaft des Clubs, entfernt. Der Etihad Campus bietet auf 720.000 m² 16 Fußballfelder mit Flutlicht. Das Academy Stadium wird von der Manchester City Elite Development Squad, bestehend aus Spielern der U-23 und der Reserve des Clubs, genutzt. Des Weiteren tragen die Jugend- und Juniorenmannschaften und die Frauen des Manchester City W.F.C. ihre Partien in der Spielstätte aus. Die U-19 ist darüber hinaus auch in der UEFA Youth League aktiv.

## Geschichte
Im September 2011 stellte Manchester City die Pläne Jugend- und Trainingskomplex vor. Der Entwurf stammt von Architekt Rafael Viñoly. Für den Bau war die BAM Construction verantwortlich. Das Gelände ist für 400 junge Spieler ausgelegt, von denen 40 auf dem Campus untergebracht und geschult werden können. Teil der Anlage ist ein Fußballstadion mit Platz für 7000 Zuschauer, das Academy Stadium, welches für die Partien der Jugendmannschaften vorgesehen war. Etwas mehr als drei Jahre später wurde der Komplex am 8. Dezember 2014 eingeweiht. Am 12. des Monats trat die Frauen- wie auch die Männerfußballmannschaft der Manchester Metropolitan University (MMU) als Zeichen der Partnerschaft mit dem Fußballclub zu den ersten öffentlichen Spielen im neuen Stadion an. Die Partien dienten auch dazu, dass das Stadion seine Lizenz erhielt.
Vom 7. bis 25. Juni 2016 fand die Rugby-Junioren-Weltmeisterschaft in England statt. Das Academy Stadium war neben dem AJ Bell Stadium in Barton-upon-Irwell (Greater Manchester) Spielort der Titelkämpfe. Das Academy Stadium ist eines von zehn Stadien, die als Austragungsort für die Fußball-Europameisterschaft der Frauen 2022 ausgewählt wurden.
Am 14. September 2023 gab Manchester City die Umbenennung der Spielstätte in Joie Stadium, nach der Babyartikelmarke Joie, bekannt.